# Svengali (film, 1931)
Pour les articles homonymes, voir Svengali.
Pour plus de détails, voir Fiche technique et Distribution.

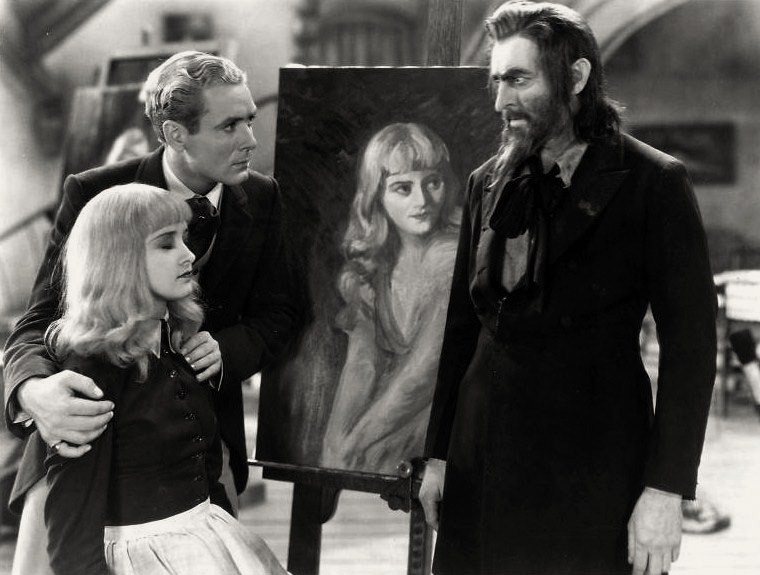
De g. à d. : Marian Marsh, Bramwell Fletcher et John Barrymore

Svengali est un film américain réalisé par Archie Mayo, sorti en 1931. Il fait partie des adaptations du roman Trilby de George L. Du Maurier, paru en 1894.

## Synopsis
Sur la plaque de Svengali, il est indiqué professeur de musique et chef d'orchestre. Avec son assistant Gecko, il se donne des airs de compositeur et cherche fortune auprès des dames que son boniment impressionne. Il a convaincu l'une de ses clientes, Madame Orline, de quitter son mari pour venir avec lui. Après un cours de chant qui plaide pour la surdité, elle lui révèle qu'elle a quitté son mari pour lui, sans pension. Alors, il la repousse. Elle part, épouvantée. Le lendemain, la nouvelle tombe : Madame Orline s'est jetée dans la rivière voisine. 
N'ayant plus d'argent pour payer son loyer, il va mendier auprès de voisins anglais, MM. Taffy et Laird. Il tente une manipulation qui échoue et les deux anglais farceurs le jettent dans un bain qu'il n'a pas pris depuis longtemps. Ils partent avec ses vêtements pour rameuter les étudiants et se moquer du professeur polonais. Lorsqu'ils reviennent, le jeu s'est retourné contre eux et Svengali repart avec un costume tout neuf et un portefeuille bien rempli.
Svengali a cependant entendu la jeune et jolie Trilby chanter et il est emporté par sa voix qui sort d'un palais qui devrait être voûté, selon lui, comme une cathédrale, voire comme le panthéon, dira-t-il en l'observant de très près. Mais Trilby rencontre Billie et l'amour naît devant le professeur. Jaloux, et sous prétexte de faire passer une migraine à Trilby, il utilise ses talents d'hypnotiseur. Furieux, les amis anglais et le jeune amoureux arrivent trop tard. Il a fait son tour d'hypnose. La jeune femme ne se souvient que de la migraine qui a disparu. Svengali est arrivé à ses fins. Recourant à la télépathie, il fait venir à lui la jeune femme qu'il appelle Liebchen (mon ange). Elle parvient à peine à lui résister. Pour gagner de l'argent, elle pose nue aux Beaux-Arts. Billie est outré. 
Trilby se laisse convaincre par Svengali qu'elle ne mérite pas Billie. L'hypnotiseur simule le suicide de la jeune femme dans la rivière et part avec elle sur les routes pour donner des spectacles. Il l'épouse et Trilby devient une chanteuse célèbre. Mais un jour, les amis anglais réapparaissent sur leur route.
Persuadé que Svengali exerce sur Trilby une emprise hypnotique, Billie décide d'assister à chacun des concerts. Craignant que Trilby ne succombe à l'amour que lui porte Billie et qu'elle déclare ressentir comme un trouble, Svengali annule coup sur coup tous leurs concerts et s'enfuit avec son épouse en Orient. Billie les poursuit. Svengali, déjà très malade, décide de porter un ultime coup. Mourant lors de son ultime spectacle, il lance une prière à Dieu en l'implorant de lui offrir dans la mort ce qu'il n'a pas eu dans sa vie : l'amour de celle qu'il aime. Dieu l'exauce. La jeune femme tombe sur scène et meurt dans les bras de Billie.

## Fiche technique
- Titre : Svengali
- Réalisation : Archie Mayo
- Scénario : J. Grubb Alexander (en) d'après le roman Trilby de George du Maurier
- Photographie : Barney McGill
- Montage : William Holmes
- Musique : David Mendoza
- Directeur artistique : Anton Grot
- Costumes : Earl Luick
- Société de production : Warner Bros. Pictures
- Pays de production : États-Unis
- Langue : anglais
- Format : Noir et blanc - 1,33:1 - Mono - 35 mm
- Genre : Fantastique
- Durée : 81 minutes
- Date de sortie : 1931

## Distribution
- John Barrymore : Maestro Svengali
- Marian Marsh : Trilby O'Farrell
- Donald Crisp : Monsieur Laird
- Bramwell Fletcher : Billee
- Carmel Myers : Madame Honori
- Luis Alberni : Gecko
- Lumsden Hare : Monsieur Taffy
- Paul Porcasi : Bonelli, organisateur de concerts
- Yola d'Avril (non créditée) :  Une servante
- Adrienne D'Ambricourt (non créditée) : Mme Vinard

## Musiques
- Marian Marsh interprète Ben Bolt (Oh Don't You Remember) d'après la ballade Ben Bolt de Thomas Dunn English, mise en musique par Nelson Kneass.

## Récompenses
- Deux nominations aux Oscars de 1931

Meilleur direction artistique : Anton Grot
Meilleur photographe : Barney McGill